# Сен-Севрен-сюр-Бутон
Сен-Севре́н-сюр-Буто́н (фр. Saint-Séverin-sur-Boutonne) — коммуна во Франции, находится в регионе Пуату — Шаранта. Департамент коммуны — Шаранта Приморская. Входит в состав кантона Луле. Округ коммуны — Сен-Жан-д’Анжели.
Код INSEE коммуны — 17401.

## Население
Население коммуны на 2010 год составляло 118 человек.
| 1962 | 1968 | 1975 | 1982 | 1990 | 1999 | 2010 |
| ---- | ---- | ---- | ---- | ---- | ---- | ---- |
| 190  | 188  | 170  | 156  | 145  | 136  | 118  |